# Vouni
Vouni (griechisch Βουνί, türkisch Vuni) ist eine Gemeinde im Bezirk Limassol in der Republik Zypern. Bei der Volkszählung im Jahr 2021 hatte sie 155 Einwohner.

## Name
Das Dorf erhielt den Namen Vouni, was „niedriger Berg“ bedeutet, wegen der Lage, in der es gebaut wurde.

## Lage und Umgebung

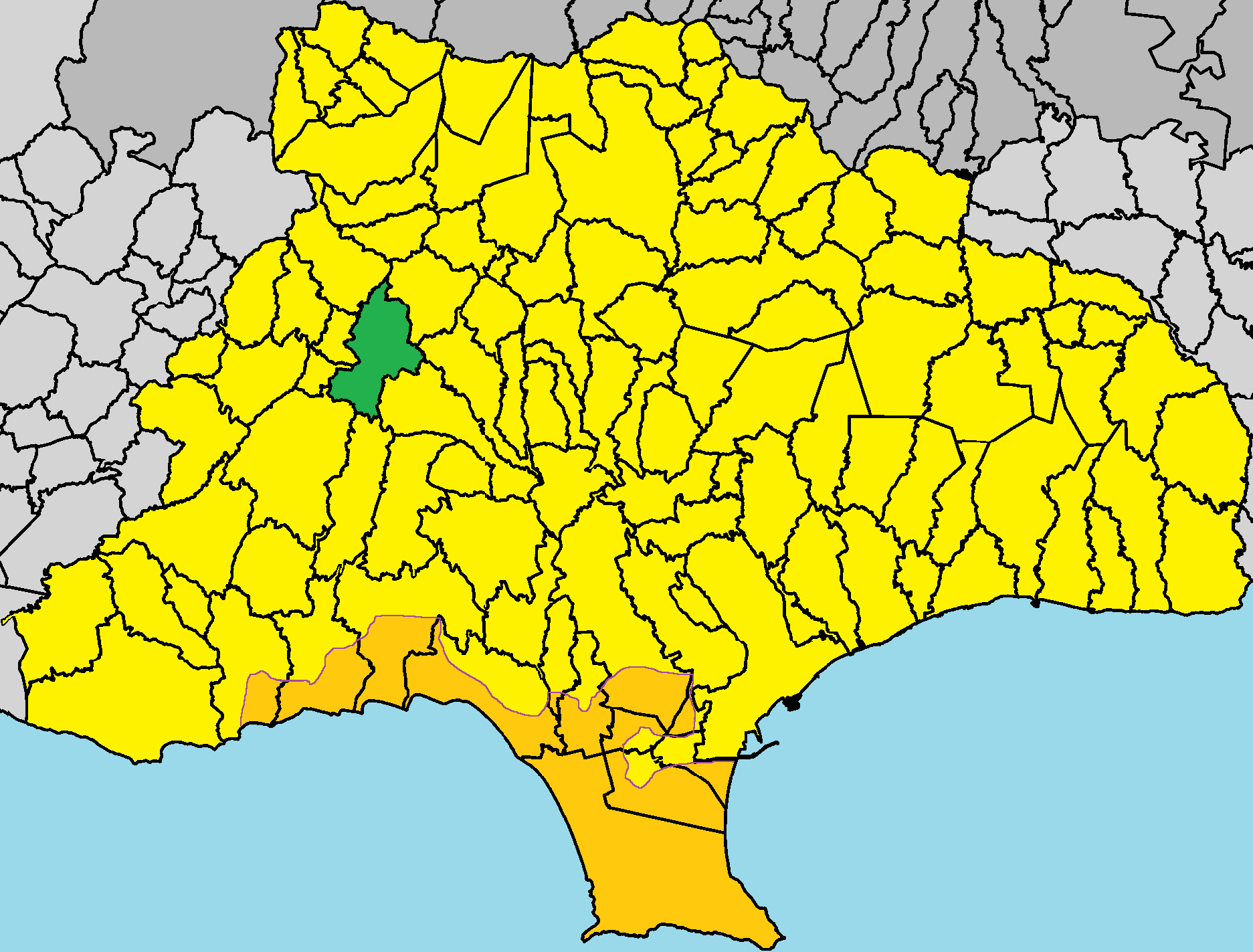
Lage im Bezirk Limassol

Vouni liegt im geografischen Gebiet von Krasochori auf der Mittelmeerinsel Zypern auf einer Höhe von etwa 770 Metern, etwa 25 Kilometer nordwestlich von Limassol. Das 15,0837 Quadratkilometer große Dorf grenzt im Nordwesten an Omodos, im Westen an Kissousa und Potamiou, im Südwesten an Pachna, im Süden an Agios Amvrosios, im Südosten an Agios Therapon, im Osten an Lofou und im Nordosten an Kilani. Das Dorf kann über die Straße E803 erreicht werden.
Seit der Antike war das Ackerland von Reben bedeckt, obwohl die Produktion in den letzten Jahrzehnten aufgrund der Urbanisierung eingeschränkt wurde.

## Geschichte
Dorf. Es erscheint auf mittelalterlichen venezianischen Karten, aber an einem nördlicheren Ort. Nach lokaler Überlieferung befanden sich an der Stelle des heutigen Dorfes vier Siedlungen. Sie wurden auf niedrigen Bergen gebaut. Drei von ihnen (Pera Vounin, Velonaka und Ais Mamas) waren von der Lepra-Epidemie betroffen, die sich 1692 auf Zypern ausbreitete, und wurden dadurch verlassen. Nur die Vouni-Siedlung wurde verbreitet, in der sich auch die Bewohner der anderen drei geretteten Siedlungen ansiedelten.

### Bevölkerungsentwicklung
| Jahr      | 1881 | 1891 | 1901 | 1911 | 1921 | 1931 | 1946 | 1960 | 1976 | 1982 | 1992 | 2001 | 2011 | 2021 |
| Einwohner | 706  | 816  | 834  | 975  | 1089 | 968  | 1247 | 990  | 617  | 382  | 189  | 136  | 149  | 155  |